# Shimsk

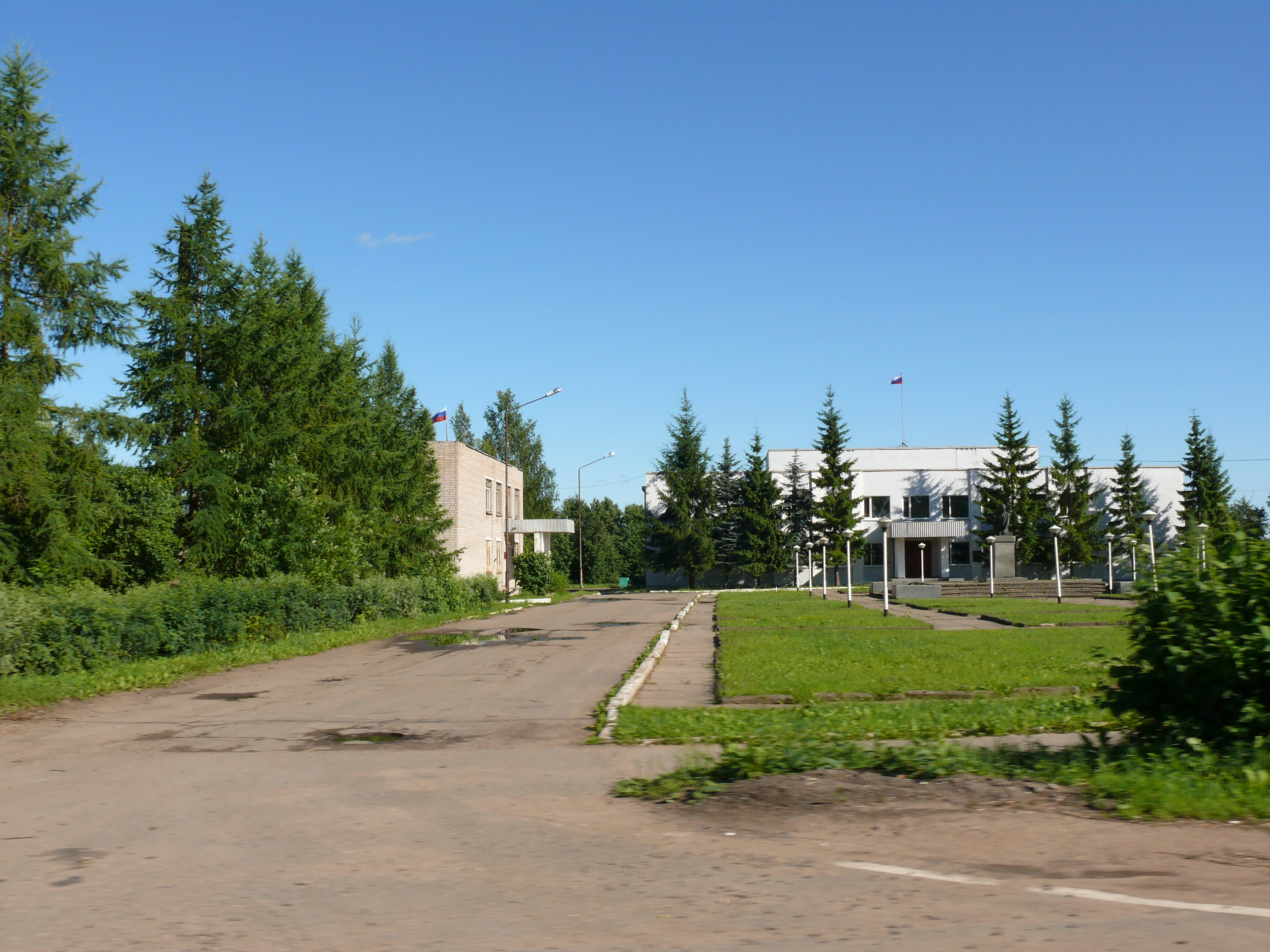
Administración de la localidad y el raión de Shimsk

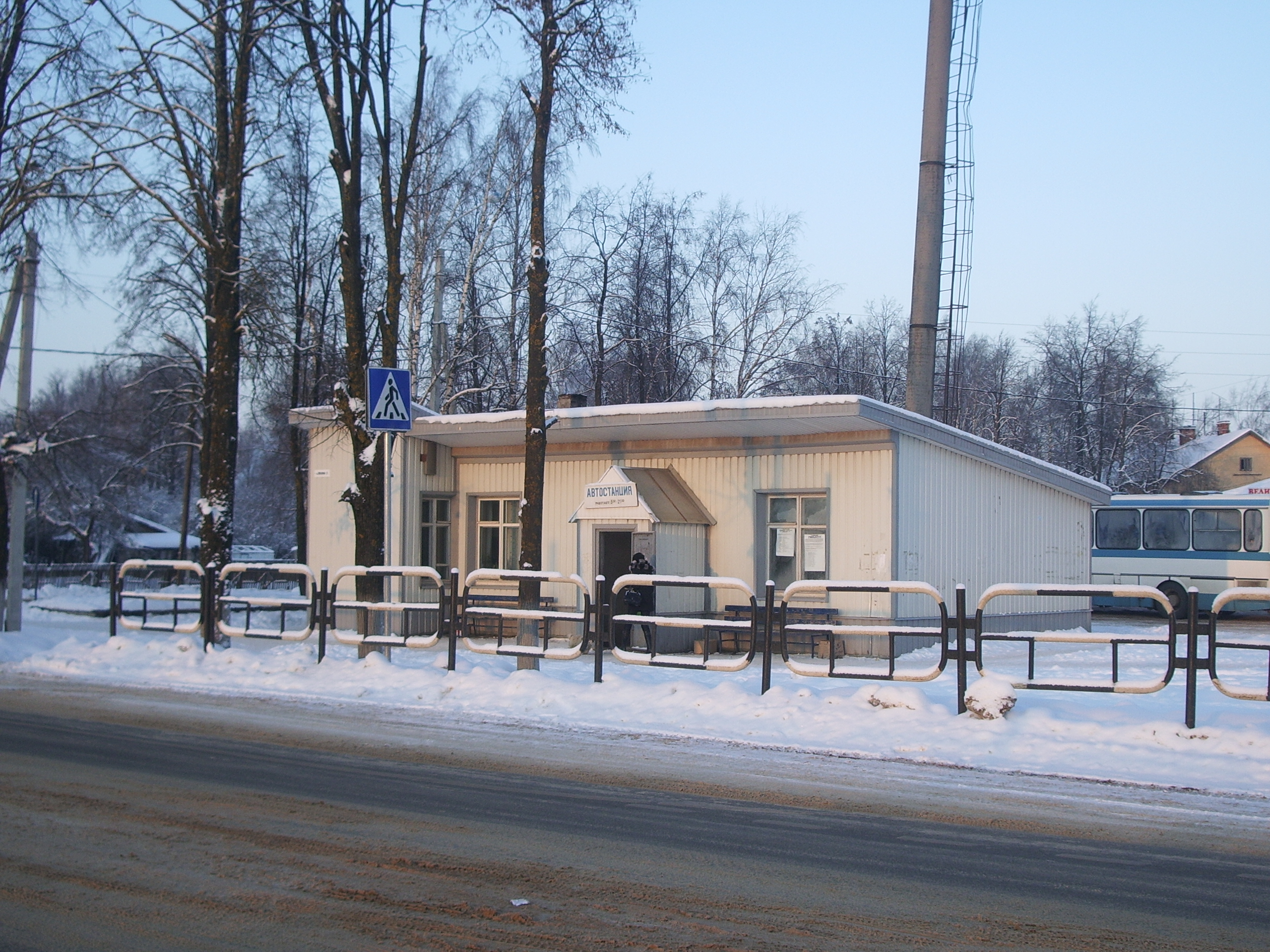
Estación de autobuses.

Shimsk (en ruso: Шимск) es una localidad (asentamiento de tipo urbano) del óblast de Nóvgorod, centro administrativo del raión homónimo, en Rusia. Está ubicada a orillas del río Shelón (a 10 km de su desembocadura en el Lago Ilmen), 48 km al suroeste de Nóvgorod. Población: 3452 habitantes (2010).
Un gran número de fuentes de agua mineral se encuentran en las cercanías del asentamiento, especialmente en la vecina aldea de Uspolon.

## Evolución demográfica
| Censo | 1897 | 1939 | 1959  | 1979  | 1989  | 2002  | 2010  |
| ----- | ---- | ---- | ----- | ----- | ----- | ----- | ----- |
| Pob.  | 794  | 899  | 1.511 | 3.026 | 3.992 | 3.842 | 3.452 |

## Transporte
El asentamiento se encuentra a lo largo de la autopista que conecta las ciudades de Nóvgorod y Pskov. Otra vía conecta el asentamiento con la ciudad de Stáraya Rusa.